# Israel Lipschitz

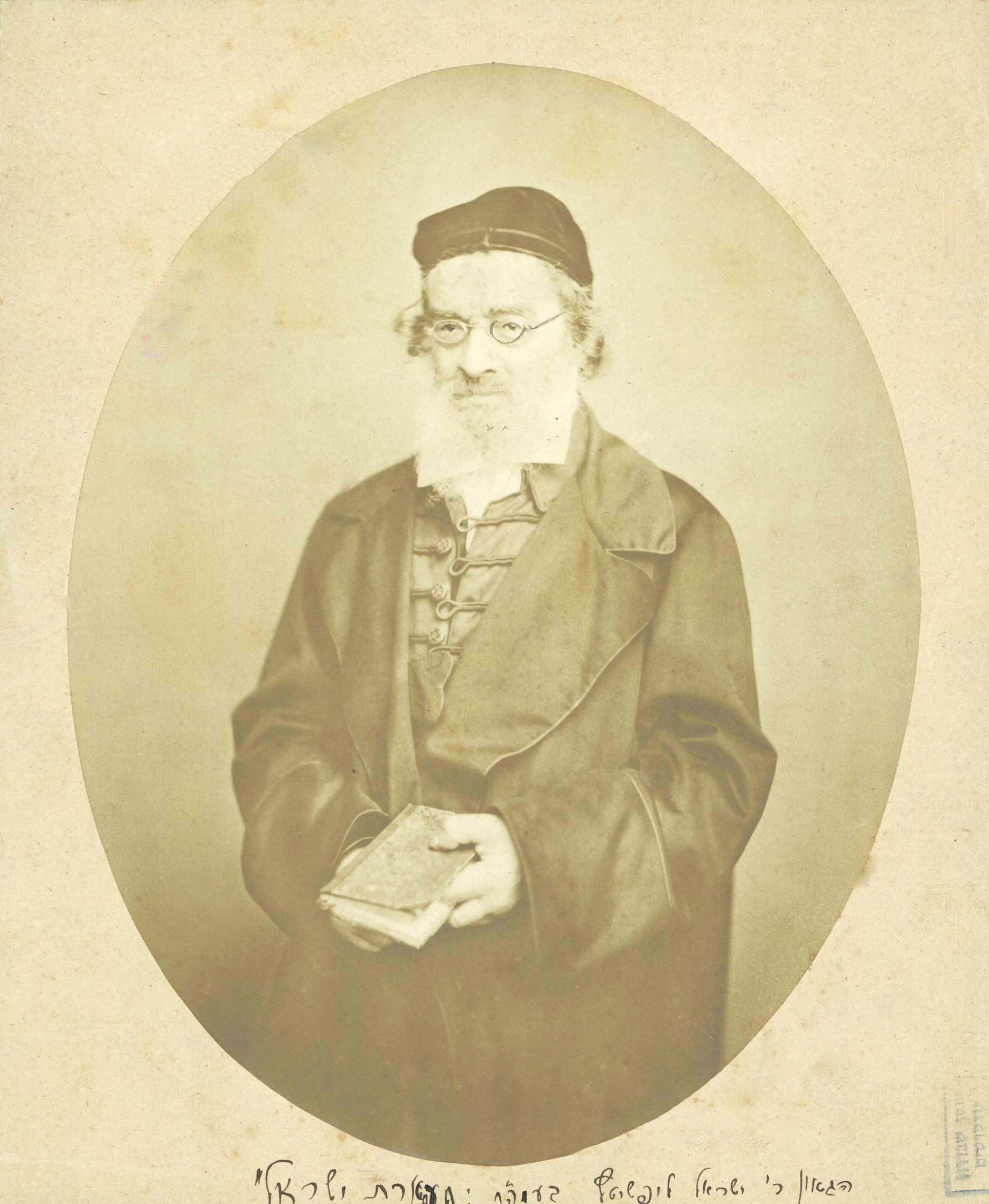
Israel Lipschitz (1860)

Israel Lipschitz (Yisrael Lifschitz; * 1782 in Obersitzko, Königreich Preußen als Jisrael ben Gedaljahu Lipschitz; gestorben 19. September 1860 in Danzig, Königreich Preußen) war ein führender aschkenasischer Rabbiner des 19. Jahrhunderts und Verfasser von Kommentaren zur Mischna.

## Leben
Lipschitz, Sohn von Gedaliah Lipschütz (1746–1826) und Keila (geb. Hirsch), wirkte als Rabbiner in Dessau, später in Danzig und war für seinen asketischen Lebensstil bekannt. In seinem Kommentar zur Mischna (Tif'eret Yisrael) verwendete Lifschitz eine eigene Nomenklatur. Sein 1861 posthum publiziertes Testament in Form einer eigenständigen religiös-literarischen Gattung (Ẓawwa'ah) umfasst 68 Abschnitte mit primär moralischen und asketischen Vorschriften. Zudem hinterließ er ein Manuskript mit Auslegungen (Derashos) zum Schulchan Aruch, einem im 16. Jahrhundert von Josef Karo verfassten Kompendium religiöser Vorschriften (Halachot) des Judentums sowie zu Maimonides Mischne Tora.
Lifschitz ist der Autor von Tiferes Yisrael, einem Kommentar zur Mischna. Die zugrundeliegende Ausgabe der Mischna wird oft als Mischna Yosin uBoaz bezeichnet. Der Kommentar ist in zwei Teile unterteilt, einen allgemeineren und einen analytischen mit dem Titel Jachin und Boas, nach zwei großen Säulen im Tempel Salomons, dem ersten jüdischen Tempel in Jerusalem.